# Попсько
По́псько (болг. Попско) — село в Хасковській області Болгарії. Входить до складу общини Івайловград.

## Населення
За даними перепису населення 2011 року у селі проживали 47 осіб.
Національний склад населення села:
| Національність   | Кількість осіб | Відсоток |
| ---------------- | -------------- | -------- |
| болгари          | 44             | 93,6%    |
| турки            | 3              | 6,4%     |
| цигани           | 0              | 0%       |
| інша             | 0              | 0%       |
| не визначились   | 0              | 0%       |
| Всього відповіли | 47             |          |

Розподіл населення за віком у 2011 році:
Динаміка населення: